# 塞爾吉·達德爾
塞爾吉·達德爾·莫爾（1993年12月22日—）是一位西班牙足球運動員。在場上的位置是中場，现效力於西甲球队馬略卡。他是在2013年11月4日加盟馬拉加的。